# روزا ماريا ماتيو
روزا ماريا ماتيو (بالإسبانية: Rosa María Mateo)‏ هي مقدمة تلفزيونية وصحفية إسبانية، ولدت في 6 يناير 1942 في برغش في إسبانيا.

## وصلات خارجية
- روزا ماريا ماتيو على موقع IMDb (الإنجليزية)
- روزا ماريا ماتيو على موقع قاعدة بيانات الفيلم (الإنجليزية)